# Chinaman
Chinaman（直譯為中國佬）是稱呼中國人、中國大陸人的無區分術語，部分情況下也指在地理上的東亞地區土生土長或被認為東亞種族的人士。該詞在早期的字典中並無貶義，用法上也類似於英國人（Englishman）、法國人（Frenchman）和愛爾蘭人（Irishman）等複合詞，到了現代的詞典才被認為具有冒犯性。其貶義衍生自在貶義語境中指代中國人及其他亞洲人的用法，以及語法上類似於英文口語中對中國口音的刻板印象的不準確之處。如今，在亞裔美國人組織強烈反對使用的同時，該詞也一直被亞裔血統的作家和藝術家用作自我參照的原型。Chinaman一詞可能是中文詞彙“中國人”的直譯。

## 歷史用法
歷史上，China曾出現在多種場合中，包括法律文件、文學作品、地名及演說中。19世紀北美洲的人口普查記錄將中國人記為“中國佬約翰”、“中國佬傑克”（Jake Chinaman），或直接寫做“Chinaman”。美籍華人歷史學家艾瑪·吳·路易（Emma Woo Louie）認為，普查員拿不到訊息時就會在普查時間表中寫這些名字，所以這些稱呼“不應被認為有種族主義意圖”。埃爾多拉多縣的一名普查員表示，他採訪過80位住在西班牙峽谷的中國人，但對方拒絕透露自己的名字或其他信息。路易認為“中國佬約翰”用法等同“John Doe”，都指不知道名字的人士，同時表示其他民族也有用來辨認身份的通用詞語，例如指夏威夷人的“Spaniard”和“Kanaka”。
在1853年一封寫給加利福尼亞州州長約翰·比格勒，質疑他提出的針對中國人的移民政策的信件中，身兼三藩市華人社區領導的餐廳老闆諾曼·阿辛（Norman Asing）便自稱“Chinaman”。他在信中告訴州長：“長官：我是一位中國佬（Chinaman），一位共和黨人，一位自由典章的熱愛者。”Chinaman也出現在祝辭中，例如“以舊時卡薩爾淘金熱歲月一位非常受白人和原住民熟知和景仰的著名中國佬之名義”。

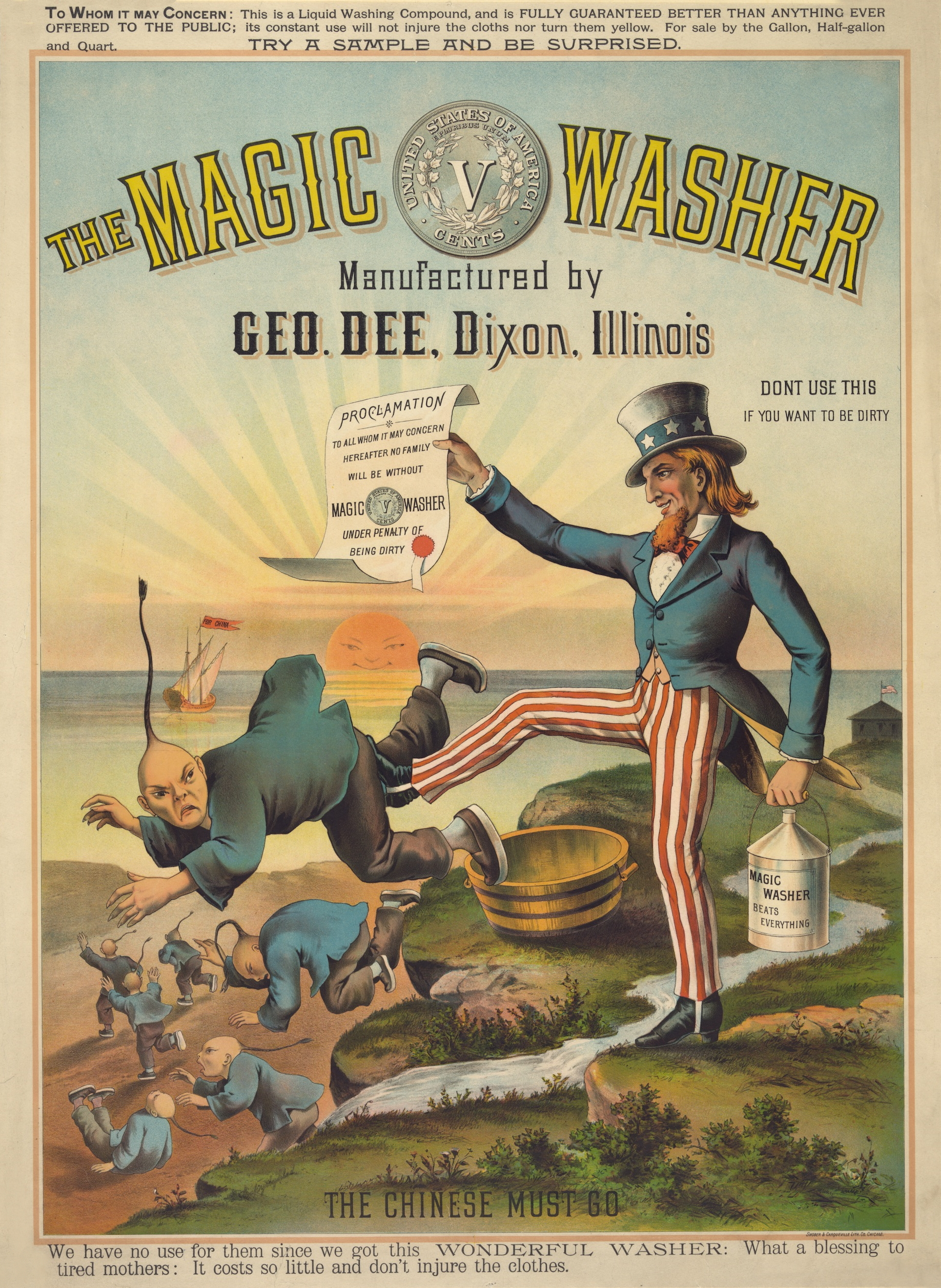
1882年的宣传《排华法案》的政治画《山姆大叔赶走中国佬》（Uncle Sam kicks out the Chinaman）。

隨著住在美國西部的中國人遭到歧視，文化和舉止受批評，Chinaman一次開始有了貶義。Chinaman成為一個常見的貶義詞時，加州工人黨開始在1870年代使用口號“中國人必須滾！”（The Chinese Must Go!）。由於中國人開始承擔鐵道修築工程中的一些危險的作業，或是冒險開採被其他人遺棄的礦井，俗语“中國佬的機會”出現。後來，中國人成了司法不公的受害者，常被指控是謀害同胞的殺人犯，但由於唯一對他們不利的證詞是出身于中國，他們會輕易獲釋。1892年禁止中國人進入美國的《吉里法案》稱呼中國人“Chinese persons”或“Chinamen”。
該詞也一直被用來稱呼日本人，儘管他們並非中國人。日本海軍上將東鄉平八郎1870年代前往英格蘭受訓時，被英國的同僚稱呼“中國佬約翰尼”（Johnny Chinaman）。民權先驅山下宅治1922年向美國最高法院提起訴訟，要求允許日本僑民在華盛頓州擁有土地。華盛頓州檢察總長認為，日本人不能融入美國社會，因為“黑人、印度人和中國人”都不可能同化。
文學和音樂作品也有使用該詞。1870年馬克·吐溫發表文章《對一個小孩的不妥迫害》（"Disgraceful Persecution of a Boy"），用富有同情心且帶有一點恭維的語言，描述了中國人在19世紀的美國社會的生存環境。文章稱呼中國人時一律使用Chinaman一詞。100年後的民權運動時代，Chinaman重新浮現在講述種族不公的文學作品中。1972年，赵健秀創作個人首部戲劇，名字為《雞舍中國佬》，而柏楊的政治文化批評著作《醜陋的中國人》的英譯本題目為《The Ugly Chinaman and the Crisis of Chinese Culture》。音樂作品方面，雅克·布雷爾歌曲《Jacky》的1967年莫特·舒曼翻譯版本出現了歌詞“Locked up inside my opium den / Surrounded by some Chinamen”（關押在我的鴉片窩里，周圍有些中國人），而布雷爾的法語原版歌詞用了，即“舊中國人”。1974年卡爾·道格拉斯歌曲《功夫格鬥》的正歌第一句就有“They were funky Chinamen from funky Chinatown”（他們是來自時髦中國城的中國人）。

## 現代用法
大多數的現代詞典和用法研究認為Chinaman一詞帶冒犯意味，不過程度不及Chink。亨利·华生·福勒編纂的《牛津现代英语用法词典》指Chinaman處在“貶義的邊緣”。《劍橋英語用法指南》認為Chinaman有“貶義的弦外之音”。菲利普·赫布斯特（Philip Herbst）的參考書《詞彙的色彩》（The Color of Words）表示可以認為該詞是一種寵幸。與英國人和愛爾蘭人等類似的民族名稱區分開，沒有貶義用法。
Chinaman原本幾乎不存在於英式英語，直到1965年。然而，無大寫的“chinaman”指板球中的非正統左臂旋轉投球。許多英國辭典認為Chinaman太過老派，這種觀點得到英國國家語料庫佐證。根據《韦氏英语惯用法词典》，Chinaman在美式英語中的使用常是一種“會意”的形式，既用來諷刺，又可以喚起該詞的歷史內涵。不過，辭典也承認有些用法純粹是誤用。此外，赫伯特的表示儘管Chinaman有貶義，一般人不會故意使用。

## 爭議
Chinaman一詞曾出現在多個公眾平台及地名中，引起公開的爭議。
1998年4月9日，電視情景喜劇《宋飛傳》的一集“The Bookstore”將鴉片比作“中國佬的睡帽”，引起許多亞裔的美國觀眾抗議，包括作家湯婷婷。在投訴信中，湯婷婷認為Chinaman“等同於指黑人的Nigger和指猶太人的Kike。”媒體監察組織亞裔美國人媒體行動網路（Media Action Network for Asian Americans）呼籲播放劇集的電視網全國廣播公司發表公開信道歉。全國廣播沒有道歉，不過在1998年5月重播該集時刪掉了有冒犯性的台詞。公司負責廣播標準和內容政策的副主席寫信給行動網路，表示電視網並沒有冒犯的意思。儘管沒有道歉，行動網絡對電視網的回復表示滿意，不過湯婷婷對信中沒有表達歉意表示失望，但因為該詞從劇集中被刪除表示滿意。
1998年7月7日，加拿大艾伯塔省迫於該省人數較大的華人社群的壓力，將落磯山脈的“中國佬山峰”（Chinaman's Peak）改名為海凌峰。新名字紀念了1896年登上這座高達2408米的山峰的一位鐵路工人，他當年實現此舉贏得了50美元，用來紀念同是鐵路工人的同胞。海凌自己將山峰命名為“中國佬山峰”，代表所有中國鐵路工人。
2001年，日裔美國公民聯盟中西部主管威廉·八野野（William Yashino）向《芝加哥太陽報》投訴，抗議該報在兩篇專欄文章中使用“Chinaman”一詞。在這封寫給編輯的信件中，八野野表示該詞具有冒犯性，貶低美籍華人和亞裔美國人，邊緣化了這兩個團體，挑起了公眾的敵對情緒。
2007年3月，媒體大亨泰德·透納在三藩市的灣區理事會公開演講中使用該詞。社群領導和官員反對他使用該詞，要求立即道歉。2007年3月13日，透納代由發言人發表道歉聲明，表示自己並未意識到該詞有冒犯性。華人權益促進會組織主任文森特·潘（Vincent Pan）懷疑透納這樣參與國內和世界政治的人士不會不知道這個詞是貶義的。美國民權委員會前委員長伊馮娜·李（Yvonne Lee）表示道歉是第一步，但也希望透納同意進一步“在不同社群間對話”。
2008年4月11日，高爾夫球播報員鮑比·克蘭佩特就在奧古斯塔高爾夫球俱樂部的美國名人賽期間稱呼梁文沖是“中國佬”道歉。克蘭普特供職于網絡轉播商Amen Corner，他在梁文沖錯失切擊後作出評論。

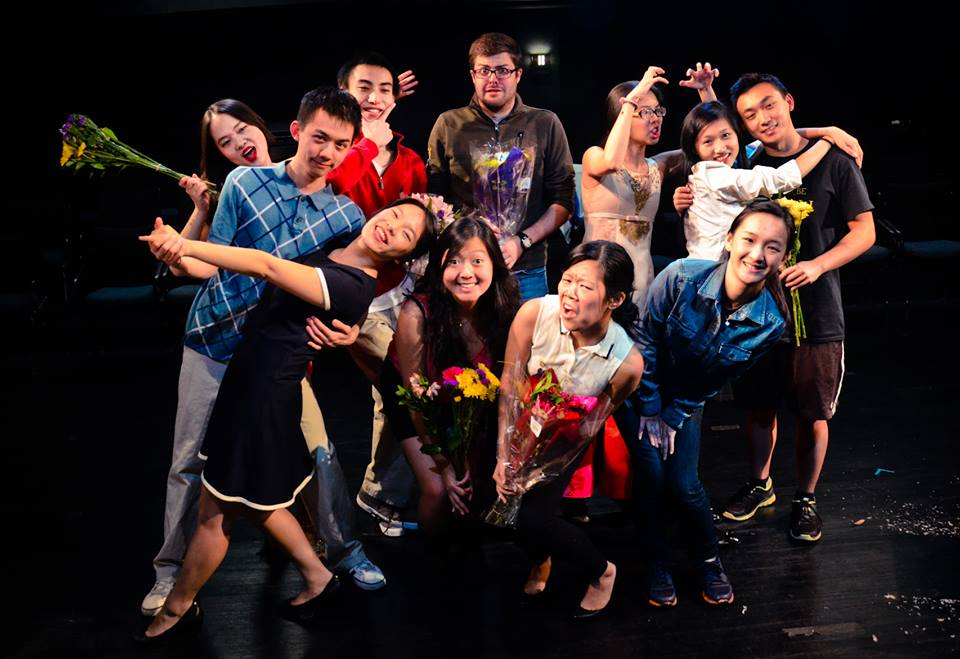
《Ching Chong Chinaman》劇照

2010年，针对余秀菊製作之话剧《Ching Chong Chinaman》的剧名出现一般在打油詩的種族主義色彩词汇，泛亞話劇團發佈了聲明。藝術製作總監张渝解釋，“Ching Chong Chinaman這個引發爭議的名字，源於19世紀末的貶義押韻詞，利用反諷和諷刺扭轉針對亞洲人及其他群體的偏見態度。”
2014年，美国福克斯电视台主播贝克尔(Bob Bekel)在福克斯电视台（Fox）评论节目“The Five”中谈到谁威胁美国时使用（Chinamen）。結果遭到美国政界人士和美國華裔的批評。贝克尔隨即道歉。
2021年3月，有报道挖出儿童图书作者兼插画师蘇斯博士1937年著作《桑树街所见有感》出现“Chinaman”一词，并配上留髡髮、用筷子的黄种人，人物着色鲜艳，其余角色都是白皮肤、大眼睛。相关内容后来被改成“Chinese man”，髡髮和耀眼的黄肤色被删，仍未能平息争议。最终，苏斯博士资产宣布停止出版博士的六本书籍，理由是有不当形象，《桑树街》是其中一本。被禁的书籍及政治漫画也有苏斯博士创作的其他反亚裔种族主义内容。

## 延伸閱讀
- . Dictionary.com.   [2007-03-20]. （原始内容存档于2007-03-24）.
- . The Free Dictionary.   [2007-03-20]. （原始内容存档于2006-09-04）.
- . Merriam-Webster.   [2007-03-20]. （原始内容存档于2007-05-12）.
- . Encarta.   [2007-03-20]. （原始内容存档于2007-12-11）.
- . Compact Oxford English Dictionary.   [2007-03-20]. （原始内容存档于2007-05-14）.
- . RhymeZone.   [2007-03-20]. （原始内容存档于2011-05-15）.
- . AllWords.com.   [2007-03-20]. （原始内容存档于2007-09-30）.
- . The American Heritage Dictionary of the English Language: Fourth Edition. 2000  [2007-03-20]. （原始内容存档于2005-04-05）.
- . The Huffington Post.   [2015-07-10]. （原始内容存档于2015-06-30）.

## 外部連結
- . AsianWeek. 2005-08-05  [2007-03-20]. （原始内容存档于2007-12-11）.
- . Bibliomania.   [2007-03-20]. （原始内容存档于2007-09-26）.